# のじぎく賞
のじぎく賞（のじぎくしょう）は、兵庫県競馬組合が施行する地方競馬の重賞競走である。
競走名の「のじぎく」は、兵庫県の県花。

## 概要
毎年春に行われる兵庫所属の3歳牝馬限定競走。2000年にアラブ系からサラブレッド系に施行条件が変更となった。2001年以降は園田競馬場のダートコース1700m、負担重量53kgで固定されていたが、2009年は9年ぶりに姫路競馬場のダート1500mで6月25日に行われ、負担重量を54kgに変更された。
2010年は1着賞金が350万円に増額されると共に、地方競馬全国交流競走として施行され、兵庫所属以外の地方所属馬でも出走が可能となった、また、GRANDAME-JAPAN・3歳シーズンの第5戦目に指定され、負担重量は「馬齢重量」から「定量」に変更された。
2025年から負担重量が54kgから55kgに変更される。

### 条件・賞金（2025年）
出走条件
サラブレッド系3歳牝馬。地方全国交流で他地区所属馬の出走枠は5頭と定められている。
負担重量
定量で55kg。
賞金等
賞金額は1着900万円、2着360万円、3着225万円、4着135万、5着90万円、着外馬参加報償金は12万円。

## 歴代優勝馬（2000年以降）
| 回数   | 施行年        | 競馬場 | 距離  | 優勝馬             | 所属   | 馬場 | タイム | 優勝騎手 | 管理調教師 | 馬主               | 1着賞金 |
| ------ | ------------- | ------ | ----- | ------------------ | ------ | ---- | ------ | -------- | ---------- | ------------------ | ------- |
| 第38回 | 2000年7月19日 | 姫路   | 1500m | バクシンクリーク   | 兵庫   | 良   | 1:37.6 | 田中学   | 田中道夫   | 伊藤元庸           | 500万円 |
| 第39回 | 2001年5月23日 | 園田   | 1700m | ヒラカツアスカ     | 兵庫   | 不良 | 1:49.6 | 松平幸秀 | 山元紀男   | 平田光夫           | 450万円 |
| 第40回 | 2002年5月29日 | 園田   | 1700m | クインキャスト     | 兵庫   | 良   | 1:51.1 | 小牧太   | 曾和直榮   | 宮地正昭           | 450万円 |
| 第41回 | 2003年6月4日  | 園田   | 1700m | ジューンパラダイス | 兵庫   | 良   | 1:50.9 | 岩田康誠 | 野田学     | 近藤俊征           | 400万円 |
| 第42回 | 2004年6月9日  | 園田   | 1700m | キヌガササファイヤ | 兵庫   | 良   | 1:51.5 | 松平幸秀 | 橋本和男   | 北川定夫           | 400万円 |
| 第43回 | 2005年6月8日  | 園田   | 1700m | マヤノパワフル     | 兵庫   | 良   | 1:52.2 | 永島太郎 | 森澤憲一郎 | 籐田晃子           | 300万円 |
| 第44回 | 2006年4月19日 | 園田   | 1700m | ナイスジョーカー   | 兵庫   | 良   | 1:54.4 | 木村健   | 上田二郎   | 平野よしゑ         | 300万円 |
| 第45回 | 2007年7月25日 | 園田   | 1700m | エンタノメガミ     | 兵庫   | 良   | 1:51.4 | 川原正一 | 中塚猛     | 菅原史博           | 300万円 |
| 第46回 | 2008年9月17日 | 園田   | 1700m | アイアンゴールド   | 兵庫   | 良   | 1:52.3 | 木村健   | 平松徳彦   | 池上一馬           | 300万円 |
| 第47回 | 2009年6月25日 | 姫路   | 1500m | バージンサファイヤ | 兵庫   | 良   | 1:35.8 | 木村健   | 平松徳彦   | 泉一郎             | 300万円 |
| 第48回 | 2010年5月13日 | 園田   | 1700m | エレーヌ           | 笠松   | 良   | 1:51.8 | 筒井勇介 | 山中輝久   | （有）ホースケア   | 350万円 |
| 第49回 | 2011年5月19日 | 園田   | 1700m | マンボビーン       | 兵庫   | 良   | 1:54.1 | 松浦政宏 | 野田学     | 岡田隆寛           | 350万円 |
| 第50回 | 2012年5月17日 | 園田   | 1700m | マーメイドジャンプ | 笠松   | 良   | 1:52.0 | 東川公則 | 後藤保     | 山科統             | 350万円 |
| 第51回 | 2013年5月16日 | 園田   | 1700m | ユメノアトサキ     | 兵庫   | 良   | 1:53.0 | 坂本和也 | 新子雅司   | 市川智             | 300万円 |
| 第52回 | 2014年5月15日 | 園田   | 1700m | トーコーニーケ     | 兵庫   | 良   | 1:51.2 | 川原正一 | 吉行龍穂   | 森田藤治           | 300万円 |
| 第53回 | 2015年5月12日 | 園田   | 1700m | トーコーヴィーナス | 兵庫   | 不良 | 1:49.2 | 田中学   | 吉行龍穂   | 森田藤治           | 300万円 |
| 第54回 | 2016年5月19日 | 園田   | 1700m | ディアマルコ       | 高知   | 良   | 1:51.7 | 佐原秀泰 | 那俄性哲也 | （有）アシスタント | 350万円 |
| 第55回 | 2017年5月25日 | 園田   | 1700m | アペリラルビー     | 笠松   | 重   | 1:51.1 | 向山牧   | 栗本陽一   | 浅川脩             | 400万円 |
| 第56回 | 2018年5月17日 | 園田   | 1700m | トゥリパ           | 兵庫   | 良   | 1:54.8 | 吉村智洋 | 平松徳彦   | 橋本忠男           | 400万円 |
| 第57回 | 2019年5月16日 | 園田   | 1700m | チャービル         | 兵庫   | 良   | 1:51.9 | 中田貴士 | 野田忍     | 村上稔             | 500万円 |
| 第58回 | 2020年5月14日 | 園田   | 1700m | テーオーブルベリー | 大井   | 良   | 1:52.4 | 川原正一 | 中道啓二   | 小笹公也           | 700万円 |
| 第59回 | 2021年5月13日 | 園田   | 1700m | クレモナ           | 兵庫   | 稍重 | 1:53.4 | 田中学   | 長倉功     | 門別敏朗           | 700万円 |
| 第60回 | 2022年5月12日 | 園田   | 1700m | ニネンビーグミ     | 兵庫   | 重   | 1:52.8 | 田中学   | 松平幸秀   | 藤本彰             | 700万円 |
| 第61回 | 2023年5月11日 | 園田   | 1700m | スマイルミーシャ   | 兵庫   | 良   | 1:52.3 | 吉村智洋 | 飯田良弘   | 松野真一           | 900万円 |
| 第62回 | 2024年5月9日  | 園田   | 1700m | ニジイロハーピー   | 名古屋 | 良   | 1:54.3 | 大畑雅章 | 今津勝之   | 小林伸幸           | 900万円 |
| 第63回 | 2025年5月22日 | 園田   | 1700m | コパノエミリア     | 名古屋 | 良   | 1:52.0 | 吉村智洋 | 宇都英樹   | 小林祥晃           | 900万円 |